# Гаморак Нестор Теодорович
Не́стор Теодо́рович Гамора́к (9 березня 1892, село Стрільче Городенківського повіту, нині Городенківського району Івано-Франківської області — 1 вересня 1937) — український ботанік, приват-доцент Кам'янець-Подільського державного українського університету. Діяч ЗУНР.

## Життєпис

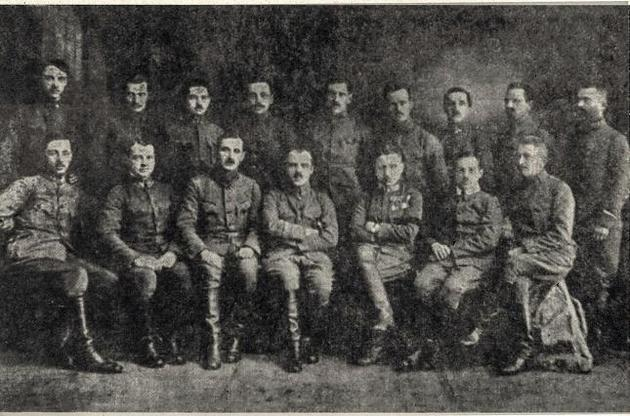
Державний секретаріат військових справ ЗУНР, лютий 1919.
Сидять зліва направо Володимир Бемко, Орест Підляшецький, Петро Бубела, Дмитро Вітовський, Ростислав-Едмунд Білас, Никифор Гірняк, Роман Шипайло.
Стоять зліва направо Нестор Гаморак, Юліан Буцманюк, Теодор Сивак, Гриць Герасимович, Остап Бородієвич, Семен Магаляс, Володимир Тимцюрак, Василь Панчак, Іван Боберський

Народився у сім'ї священика. Після смерті батька сім'я переїхала в Коломию. Закінчив у Коломиї українську класичну гімназію. 1910 року вступив на природничий відділ філософського факультету Віденського університету. 1915 року з відзнакою закінчив університет, учень Ганса Моліша; працював в українській гімназії Відня.
У листопаді 1916 року під час Першої світової війни мобілізовано до австрійської армії. Від січня до липня 1919 року працював у пресовому бюро державного секретаріату ЗУНР.
Від 2 серпня 1919 року — приват-доцент Кам'янець-Подільського державного українського університету. Потім працював у Кам'янець-Подільському сільськогосподарському інституті (нині Подільський державний аграрно-технічний університет), був організатором і директором ботанічного саду при ньому.
Делегат від Кам'янця-Подільського (з Володимиром Гериновичем) першої Всеукраїнської конференції краєзнавства (Харків, 28—31 травня 1925 року).
Досліджував анатомію та фізіологію рослин.
З 1930 року, за запрошенням академіка Миколи Холодного, працював професором кафедри фізіології рослин Київського інституту професійної освіти (так тоді називався Київський університет) та у відділі фізіології Інституту ботаніки ВУАН.
1932 року незаконно заарештовано. Був у засланні. За постановою трійки УНКВС Омської області розстріляний 1 вересня 1937 року. 1961 року посмертно реабілітований.

## Публікації
- «Нові дані до мікрохімії і фізіології продихового апарату у рослин» (1923)
- «Новий тип транспірографа» (1927)
- «Порадник по збору лікарських рослин»
- «Світ бактерій. Значення бактерій в економіці природи та в економіці людства» (1927)
- «Новий прилад для поміру транспірації у рослин» (1926)
- «Спроби над фотоперіодизмом у рицини» (1928)

## Родина
Донька Н. Т. Гаморака — Широбокова Дарина Несторівна — куратор колекції сукулентних рослин, багато років провідний науковий співробітник Ботанічного саду ім. академіка Фоміна.
Син Дарини Несторівни, онук Нестора Гаморака Широбоков Володимир Павлович — завідувач кафедри мікробіології, вірусології та імунології Національного медичного університету імені Олександра Богомольця, академік НАН України, Заслужений діяч науки і техніки України.

## Джерело
- Яскрава сторінка краєзнавчого руху [Архівовано 17 грудня 2013 у Wayback Machine.]